# لیلیانووو
لیلیانووو (به بلغاری: Lilyanovo) یک منطقهٔ مسکونی در بلغارستان است که در ساندانسکی واقع شده‌است.
 لیلیانووو ۷۶٫۵۰۲ کیلومتر مربع مساحت و ۲۲۳ نفر جمعیت دارد و ۶۷۶ متر بالاتر از سطح دریا واقع شده‌است.